# ارمنستان در ۲۰۱۶
لیست زیر رویدادهایی است که در طی سال ۲۰۱۶ (میلادی) در ارمنستان اتفاق افتاده است.

## صاحب منصبان
- رئیس‌جمهور: سرژ سرکیسیان
- نخست‌وزیر: هوویک آبراهامیان

## رویدادها

### اوت
- ۵-۲۱ اوت - ۳۳ ورزشکار از ارمنستان در بازی‌های المپیک تابستانی ۲۰۱۶ در ریو دو ژانیرو برزیل

## درگذشتگان
- ۱۱ فوریه: چارلز کاراپتیان، ۹۲، نقاش ارمنی-آمریکایی
- ۱۶ فوریه: آرمان ماناریان، ۸۶، کارگردان فیلم
- ۱/۲ آوریل: کایرام سلویان، ۱۹، سرباز وظیفه ایزدی تبار ارتش تدافعی جمهوری آرتساخ
- ۲ آوریل: روبرت آباجیان، ۱۹، گروهبان دوم نیروهای تدافعی جمهوری قره‌باغ
- ۱۳ ژوئن : اوفلیا هامبارتسومیان، ۹۱، خواننده فولک